# اچ‌ام‌اس پلیم (کی۲۷۱)
اچ‌ام‌اس پلیم (کی۲۷۱) (به انگلیسی: HMS Plym (K271)) یک کشتی بود که طول آن ۲۸۳ فوت (۸۶٫۲۶ متر) بود. این کشتی در سال ۱۹۴۳ ساخته شد.